# Aethalina
Aethalina là một chi bướm đêm thuộc họ Erebidae.

## Loài
- Aethalina asaphes Turner, 1902